# Греј (Џорџија)
Греј (Џорџија) (енгл. Gray) град је у америчкој савезној држави Џорџија. По попису становништва из 2010. у њему је живело 3.276 становника.

## Демографија
Према попису становништва из 2010. у граду је живело 3.276 становника, што је 1.465 (80,9%) становника више него 2000. године.
| Група             | 2000.         | 2010.         |
| Белци             | 1.038 (57,3%) | 2.257 (68,9%) |
| Афроамериканци    | 728 (40,2%)   | 921 (28,1%)   |
| Азијати           | 15 (0,8%)     | 21 (0,6%)     |
| Хиспаноамериканци | 17 (0,9%)     | 43 (1,3%)     |
| Укупно            | 1.811         | 3.276         |